# ТЕС Борзешть
ТЕС Борзешть – закрита теплова електростанція на сході Румунії у повіті Бакеу.
Станцію спорудили для забезпечення електричною та тепловою енергією нафтопереробного заводу Борзешть, перші установки якого почали роботу в 1956-му. У розвитку майданчика ТЕС прийнято виділяти два етапи – Борзешть 1 та Борзешть 2.

## Борзешть 1
В 1956 – 1958 роках стали до ладу три блоки потужністю по 25 МВт, які обладнали одним котлом TM-170, здатним продукувати 170 тон пари на годину, та двома котлами TM-230 продуктивністю 230 тон пари.Турбінне обладнання складалось із двох турбін VPT-25-3 та однієї турбіни з протитиском VR-25-18. 
У 1960, 1962 та 1966 роках ввели в експлуатацію три блоки потужністю по 50 МВт. Їх обладнали трьома котлами TGM-84, здатними продукувати по 420 тон пари на годину, від яких живились дві турбіни VPT-50-3 та одна турбіна з протитиском PVR-50-13.
Нарешті, у 1968 та 1969 роках стали до ладу два блоки потужністю по 200 МВт, які обладнали котлами Таганрозького котельного заводу і турбінами ленінградського заводу ЛМЗ. 
Таким чином, загальна потужність станції Борзешть 1 досягнула 625 МВт, а за іншими даними – 655 МВт (останні три введені блоки при цьому номінують як 60 МВт та два по 210 МВт). 
Оскільки потреби нафтопереробного заводу у тепловій енергії було неможливо забезпечити лише за рахунок роботи енергоблоків станції, з 1974 по 1980 рік додатково змонтували 5 котлів продуктивністю по 50 тон пари на годину та 3 котла з показниками по 100 тон на годину.

## Борзешть 2
У 1975-му, 1977-му та з 1981 по 1983 роки ввели в експлуатацію п’ять енергоблоки із котлами продуктивністю по 420 тон пари на годину, від яких живились парові турбіни потужністю по 50 МВт.

## Інші відомості
Блоки станції Борзешть 1 були розраховані на споживання нафти та природного газу. Останній спершу надходив із родовищ, які відкрили у розташованій поблизу долині річки Тазлау. Втім, вже до кінця 1950-х у цей район по трубопроводу «Схід І» подали ресурс із основного газодобувного району країни у Трансильванії. 
Перші два блока Борзешть 2 використовували мазут та природний газ, тоді як три наступні вже були розраховані на спалювання бурго вугілля. Після 1990-го всі котли Борзешть 2 перевели на буре вугілля.
Для видалення продуктів згоряння блоків 7 та 8 станції Борзешть 1 звели димар висотою 100 метрів. Борзешть 2 мала два димарі висотою 140 метрів та 180 метрів.
Воду для охолодження отримували із річки Тротуш.
Видача продукції відбувалась по ЛЕП, розрахованим на роботу під напругою 220 кВ та 110 кВ.

## Закриття станції
У 2008 році нафтопереробний завод припинив свою діяльність. Електростанція Борзешть збанкрутувала, до того ж, вона мала проблеми з подовженням ліцензії на експлуатацію через екологічну недосконалість обладнання. 
В 2019-му блоки 7 та 8 черги Борзешть 1 викупив новий власник. Тут збираються спорудити нові генеруючі потужності на природному газі з використанням технологіх комбінованого парогазового циклу, втім, станом на 2020 рік деталі проекту уточнювались.